# Bir Bahadur Singh
Bir (Vir) Bahadur Singh (Bhojpuri: वीर बहादुर सिंह, Hindi: वीर बहादुर सिंह, Panjabi: ਵੀਰ ਬਹਾਦੁਰ ਸਿੰਘ; * 18. Januar 1935 in Harnahi, Gorakhpur, United Provinces of Agra and Oudh, Britisch-Indien, heute in: Uttar Pradesh; † 30. Mai 1989 in Paris) war ein indischer Wirtschaftswissenschaftler und Politiker des Indischen Nationalkongresses (INC), der von 1985 bis 1988 Chief Minister von Uttar Pradesh war. Er war zudem zwischen 1988 und 1989 Mitglied der Rajya Sabha, des Oberhauses des Parlaments (Bhāratīya Sansad), sowie zugleich Kommunikationsminister im Kabinett Rajiv Gandhi.

## Leben
Bir (Vir) Bahadur Singh, Sohn von Raghunandan Singh, absolvierte ein Studium der Wirtschaftswissenschaften, welches er mit einem Master of Arts (M.A.) beendete. Er war danach als Wirtschaftswissenschaftler tätig und verfasste zahlreiche Bücher zu wirtschaftspolitischen Situation in Indien. 1967 wurde er erstmals für den Indischen Nationalkongress (INC) zum Mitglied der Legislativversammlung (Vidhan Sabha) des Bundesstaates Uttar Pradesh gewählt und gehörte dieser nach seinen Wiederwahlen 1968, 1974, 1980 und 1985 bis 1988 an. Daneben war 1970, 1976 sowie zuletzt von 1980 bis 1985 in den Kabinetten der Chief Minister Vishwanath Pratap Singh (1980 bis 1982), Sripati Mishra (1982 bis 1984) und Narayan Dutt Tiwari (1984 bis 1985) Minister in der Bundesstaatsregierung von Uttar Pradesh. Er fungierte außerdem zeitweilig als Generalsekretär der Kongresspartei in Uttar Pradesh. Als Nachfolger von Narayan Dutt Tiwari wurde er am 24. September 1985 schließlich selbst Chief Minister von Uttar Pradesh und bekleidete das Amt bis zum 24. Juni 1988, woraufhin er wiederum von Narayan Dutt Tiwari abgelöst wurde.
Nach seinem Rücktritt als Chief Minister wurde Singh am 25. Juni 1988 als Nachfolger von Vasant Sathe Kommunikationsminister im Kabinett Rajiv Gandhi und bekleidete dieses Amt bis zu seinem Tode am 30. Mai 1989. Am 22. November 1988 wurde er für den INC zudem Mitglied der Rajya Sabha, des Oberhauses des Parlaments (Bhāratīya Sansad), und gehörte auch dieser bis zu seinem Tode an. Er war verheiratet und Vater von drei Söhnen und drei Töchtern, darunter Fateh Bahadur Singh, der von 1991 bis 1992 sowie seit 1996 als Mitglied der Legislativversammlung von Uttar Pradesh angehörte.

## Veröffentlichungen
Neben seiner politischen Laufbahn war Bir Bahadur Singh, dem ein Ehren-Doktor der Literaturwissenschaft (Honorary Doctor of Letters) verliehen wurde, auch als Schriftsteller tätig und verfasste zahlreiche Bücher zu historischen, ökonomischen und politischen Themen. Zu seinen Veröffentlichungen gehören:
- Some aspects of Indian population, Balkrishna Book Co., Lucknow 1955
- Keynesian economics. A symposium, People’s Pub. House, Neu-Delhi 1956
- Industrial labor in India, Asia Pub. House, Bombay 1960, Neuauflage 1963
- On political economy, Allied Publishers, Bombay 1964
- Economic history of India, 1857–1956, Allied Publishers, Bombay 1965
- Social and economic change. Essays in honour of Prof. D. P. Mukerji, Allied Publishers, Bombay 1967
- Essays in Indian political economy, People’s Pub. House, Neu-Delhi 1967
- An introduction to the study of Indian labour problems, Shiva Lal Agarwala, Agra 1967
- Climate for industrial relations. A study of Kanpur cotton mills, Allied Publishers, Bombay 1968
- Labour research in India, Popular Prakashan, Bombay 1970
- Role of labour in economic development, Popular Prakashan, Bombay 1970
- Indian economy, yesterday and today, People’s Pub. House, Neu-Delhi 1970
- Patterns of economic development. A study of the economic development of the UK, the USA, Japan, the USSR, and China, Allied Publishers, Bombay 1970
- Theories of economic development, Somaiya Publications, Bombay 1971
- Wage patterns, mobility, and savings of workers in India. A study of Kanpur textile industry, Lalvani Pub. House, Bombay 1973
- An evaluation of fair price shops, Oxford & IBH Pub. Co., New Delhi 1973
- From Naoroji to Nehru. Six essays in Indian economic thought, Macmillan Co. of India, Neu-Delhi 1975
- Economics of 20-point programme, Neu-Delhi 1976
- Nehru on socialism, Neu-Delhi 1977
- Multinational corporations and India, Sterling, Neu-Delhi 1979